# Spessart (gebergte)
De Spessart is een middelgebergte in de Duitse deelstaten Beieren en Hessen. Het gebergte wordt begrensd door de Main in het zuiden, de Kinzig in het noorden en de Sinn in het oosten. Deze drie rivieren scheiden de Spessart van respectievelijk het Odenwald, de Vogelsberg en de Rhön. Hoogste top is de 586 m hoge Geiersberg. Er wordt onderscheid gemaakt tussen de Hochspessart en de Vorspessart ten noordwesten daarvan, langs de Kinzig.
De naam van het gebergte werd in 839 voor het eerst opgetekend als Spehteshart. Het eerste element verwijst naar de specht, het tweede betekent bebost gebergte en is ook terug te vinden in de namen van de Harz en de Haardt.
De Spessart geldt als het grootste samenhangende loofbosgebied van Duitsland. Er groeien voornamelijk beuken en eiken.
Het gebergte bestaat aan de oppervlakte vooral uit bontzandsteen, dat in de streek ook veel als bouwmateriaal is gebruikt.